# Eurycotis victori
Eurycotis victori är en kackerlacksart som beskrevs av Eliécer E. Gutiérrez 2004. Eurycotis victori ingår i släktet Eurycotis och familjen storkackerlackor.
Artens utbredningsområde är Puerto Rico. Inga underarter finns listade i Catalogue of Life.